# Ърлевци
Ърлевци или понякога книжовно Хърлевци (на македонска литературна норма: `Рлевци или Р`левци) е село в северния дял на община Велес, Северна Македония.

## География
Ърлевци е разположено в близост до Скопската котловина, на малка хълмиста територия, поради което средната му надморска височина е 501 м. Землището на селото е 24,6 км2, от които горите са 1934 ха, обработваемите земи 385 ха, а пасищата 129 ха. Жителите на Ърлевци се занимават главно със земеделско-скотовъдна дейност.
Църквата в селото е „Възнесение Господне“ („Свети Спас“). Във вътрешността е запазена ценна украса.

## История
В „Етнография на вилаетите Адрианопол, Монастир и Салоника“, издадена в Константинопол в 1878 година и отразяваща статистиката на населението от 1873 година, Ярлевци е посочено като село със 17 домакинства със 76 жители българи.
Според статистиката на Васил Кънчов („Македония. Етнография и статистика“) от 1900 година Ърлевци е населявано 280 българи християни.
В началото на XX век цялото село е под върховенството на Българската екзархия. По данни на секретаря на екзархията Димитър Мишев („La Macédoine et sa Population Chrétienne“) в 1905 година в Хърлевци има 160 българи екзархисти.
При избухването на Балканската война в 1912 година 2 души от селото са доброволци в Македоно-одринското опълчение.
След Междусъюзническата война в 1913 година селото попада в Сърбия.
На етническата си карта от 1927 година Леонард Шулце Йена показва Хърлевци (Hrlevci) като българско село.
Според преброяването от 2002 година в селото живеят 18 жители, всичките самоопределящи се като македонци.

## Личности
Родени в Ърлевци
- Ангел Христов Влахчев (1877 – ?), македоно-одрински опълченец, 3 рота на 9 велешка дружина[10]

Починали в Ърлевци
- Иван Гьошев (1879 – 1922), деец на ВМРО, дългогодишен четник, загинал в сражение със сръбска войска на 29 ноември 1922[11]
- Илия Кушев (1896 – 1922), български военен и революционер
- Мане Кратовски (? – 1922), деец на ВМРО, дългогодишен четник, загинал в сражение със сръбска войска на 29 ноември 1922[11]
- Пано Лазаров (? - 1922), български революционер, убит от ВМРО при междуособиците в революционното движение[12]